# Nick Daniels
Nick Daniels (Tahoe City, 5 aprile 1991) è un ex sciatore alpino statunitense.

## Biografia
Daniels fece il suo esordio in gare FIS il 15 agosto 2006, giungendo 11º nello slalom gigante disputato a Coronet Peak. Debuttò in Nor-Am Cup il 2 dicembre 2008, partecipando allo slalom speciale disputato a Loveland e classificandosi 31º, e in Coppa Europa il 17 gennaio 2010 nello slalom gigante di Kirchberg in Tirol, che non portò a termine. Il 12 dicembre 2012 conquistò il suo primo podio in Nor-Am Cup, nella supercombinata tenutosi nella località canadese di Panorama, giungendo secondo alle spalle del connazionale Ryan Cochran-Siegle. Il 10 febbraio seguente ottenne la sua prima vittoria nel circuito continentale nordamericano aggiudicandosi il supergigante disputato ad Apex; nello stesso anno, il 23 febbraio a Garmisch-Partenkirchen, debuttò in Coppa del Mondo, classificandosi 57º in discesa libera.
Il 14 dicembre 2013 colse a Copper Mountain in supergigante la sua ultima vittoria, nonché ultimo podio, in Nor-Am Cup; pochi giorni dopo, il 20 dicembre in Val Gardena, ottenne il suo miglior piazzamento in Coppa del Mondo: 43º in supergigante. La sua ultima gara nel massimo circuito internazionale fu la discesa libera di Bormio del 29 dicembre successivo, che non portò a termine, mentre fu per l'ultima volta in carriera al cancelletto di partenza in occasione della supercombinata di Mont-Sainte-Anne del 14 febbraio 2014, anche in questo caso senza concludere la gara. In carriera non prese parte né a rassegne olimpiche né iridate.

## Palmarès

### Nor-Am Cup
- Miglior piazzamento in classifica generale: 7º nel 2013
- 6 podi:
  - 2 vittorie
  - 2 secondi posti
  - 2 terzi posti

#### Nor-Am Cup - vittorie
| Data             | Località        | Paese       | Specialità |
| ---------------- | --------------- | ----------- | ---------- |
| 10 febbraio 2013 | Apex            | Canada      | SG         |
| 14 dicembre 2013 | Copper Mountain | Stati Uniti | SG         |

Legenda:

SG = supergigante

### Campionati statunitensi
- 1 medaglia[1]:
  - 1 bronzo (discesa libera nel 2014)